# 死にたがりと雲雀
『死にたがりと雲雀』（しにたがりとひばり）は、山中ヒコによる日本の漫画作品。『ARIA』（講談社）にて、2014年2月号から2017年3月号まで連載。単行本は全5巻。
江戸の下町を舞台に、押し込み強盗を働いた父親が島流しになり、孤独になった少女・雲雀と、荒れた寺で寺子屋を開いた浪人・朽木が出会い、次第に心を通わせていく。

## 登場人物

### 寺子屋
朽木 冬吾（くちき とうご）
本作の主人公で矢野目藩の脱藩浪人。荒れ寺で寺子屋を開く。
雲雀（ひばり）
朽木の寺子屋に通う寺子（寺子屋で学ぶ子ども）。
母の死後、腕利きの板木職人だった父・辰五郎が何をするにも億劫になり、酒浸りになった挙句、盗みを働き、遠島の刑となり、親戚筋に引き取り手も現れず、朽木を頼る。
小鉄、大介（こてつ、だいすけ）
朽木の寺子。
竜二（りゅうじ）
雲雀らと親しくしていたが、別の町へ引っ越してから疎遠になっていた。朽木の寺子となり、再び仲良くするようになる。

### 長屋
安兵衛（やすべえ）
雲雀が以前暮らしていた長屋の差配。金貸し。老いた母親と2人暮らし。
千代田、八重（ちよだ、やえ）
長屋に住む父娘。親のない雲雀を一度は引き取ろうとした。八重は、初午の日に行われる寺子屋入門の挨拶を雲雀の親代わりとしてしてくれた。

### 細目家
細目 典馬（ほそめ てんま）
町奉行所の同心。朽木の過去を知る。
細目 一之新（ほそめ いちのしん）
典馬の6歳年上の兄。明るい赤髪色の持ち主で、異人の子、不義の子と陰口をよく叩かれた。早くに離縁された母に代わり、祖母からは典馬と平等に育てられていたが、祖父と父が相次いで亡くなった際、呪（まじな）い師の尼僧に「赤鬼が家に災いをもたらしている」と言われたのを機に、座敷牢に幽閉される。
細目 節（ほそめ せつ）
典馬と一之新の祖母。夫と息子の相次いだ死に憔悴し、怪しい尼僧の呪いを信じて、家の凶事を全て一之新のせいと思い込み、座敷牢を作って閉じ込めてしまう。

### その他
鶴太郎（つるたろう）、亀五郎（かめごろう）
細目の配下の岡っ引。
松乃介（まつのすけ）
深川の大店・当八の隠居の孫。1年前に火事で母を失い、自身も怪我を負って以来、外に出られなくなった。

## 書誌情報
- 山中ヒコ 『死にたがりと雲雀』 講談社〈KC ARIA〉、全5巻
  1. 2014年5月7日発売[2][3]、ISBN 978-4-06-380693-9
  2. 2014年12月5日発売[4]、ISBN 978-4-06-380735-6
  3. 2015年8月7日発売[5]、ISBN 978-4-06-380782-0
  4. 2016年9月7日発売[6]、ISBN 978-4-06-380873-5
  5. 2017年3月7日発売[7]、ISBN 978-4-06-380913-8